# Saprinus verschureni
Saprinus verschureni är en skalbaggsart som beskrevs av Thérond 1959. Saprinus verschureni ingår i släktet Saprinus och familjen stumpbaggar. Inga underarter finns listade i Catalogue of Life.